# Долгокир, Андрей Иванович
Андрей Иванович Долгокир (укр. Андрій Іванович Долгокір; род. 14 июня 1953, Балта, Одесская область, Украинская ССР, СССР) — советский и украинский бодибилдер, соучредитель Украинской, Советской и Европейской федерации бодибилдинга и фитнеса, спортивный функционер.

## Личные рекорды
- Жим лёжа — 175 кг
- Приседание со штангой на плечах — 210 кг
- Становая тяга — 230 кг

## Спортивные достижения
- 1971 год — Всесоюзный турнир, командный зачёт, город Таллин (Эстонская ССР) — чемпион
- 1972 год — Всесоюзный турнир, город Саратов (РСФСР) — серебряный призёр
- 1972 год — первые, официальные показательные выступления по атлетической гимнастике (бодибилдингу) город Запорожье (Украинская ССР) на приз двукратного Олимпийского чемпиона по тяжёлой атлетике Леонида Ивановича Жаботинского, участник.
- 1972 год — чемпионат Украины (первый смотр-конкурс УССР по атлетической гимнастике и многоборью ГТО), город Бердянск (Украинская ССР) — чемпион в категории св. 182 см.
- 1973 год — Всесоюзный турнир, город Саратов (РСФСР) — чемпион.
- 1973 год — чемпионат Украины, город Бердянск (Украинская ССР) — чемпион.
- 1974 год — чемпионат Украины, город Ялта (Украинская ССР) — серебряный призёр

## Звания
- 1988 год — судья Республиканской категории по атлетизму
- 1991 год — судья Всесоюзной категории по атлетизму
- 1995 год — судья Международной категории (класс А) по бодибилдингу и фитнесу по версии I.F.B.B.
- 2001 год — Заслуженный тренер Украины
- 2003 год — за содействие в подготовке личного состава МВД Украины, 05.01.2003г. удостоен звания почетного члена интерпола
- 2004 год — профессиональный судья Международной категории (I.F.B.B.)
- 2008 год — почётный президент Национальной федерации бодибилдинга и фитнеса Украины[1]
- 2016 год — Заслуженный работник физической культуры и спорта Украины[2][3]

## Награды
- 1988 год — сертификат Всемирной федерации бодибилдинга (I.F.B.B.) (из рук Бена Уайдера) город Москва, СССР
- 1996 год — серебряная медаль I.F.B.B., город Амман, Иордания
- 1996 год — приветственное письмо Президента Соединённых Штатов Америки по случаю 50 летия Международной федерации бодибилдинга и фитнеса (I.F.B.B.) Билл Клинтон
- 1997 год — спортивный «Оскар» Всемирной ассоциации ветеранского спорта, город Минск, Беларусь
- 1998 год — золотая медаль I.F.B.B., город Измир, Турция
- 1999 год — золотая медаль президента I.F.B.B. Бена Уайдера, город Братислава, Словакия
- 2001 год — доска отличия I.F.B.B. (за развитие бодибилдинга, спорта и физической культуры среди всех народов, наций и вероисповеданий), город Киев, Украина
- 2003 год — серебряная медаль президента I.F.B.B. Бена Уайдера, город Киев, Украина
- 2003 год — грамота Кабинета Министров Украины «За весомый личный вклад в развитие физической культуры и спорта» № 2586 от 14.06.2003, город Киев, Украина
- 2004 год — золотая медаль Национальной федерации бодибилдинга и фитнеса России, город Москва, Россия
- 2005 год — золотая статуэтка Европейской (E.B.F.F.) федерации бодибилдинга и фитнеса, город Ялта, Украина
- 2007 год — сертификат достижений (I.F.B.B.) международной федерации бодибилдинга и фитнеса, как члену оргкомитета европейских игр, город Киев, Украина
- 2013 год — доска отличия (I.F.B.B.) международной федерации бодибилдинга и фитнеса, город Киев, Украина

## Биография
Андрей Иванович Долгокир  (укр.  Андрій Іванович Долгокір; родился 14 июня 1953, город Балта, Одесская область) в семье военнослужащих.
Отец — Иван Прокофьевич Долгокир, Гвардии майор (1920-1991гг)
Мать — Татьяна Васильевна Долгокир (Смирнова), младший лейтенант медицинской службы (1922-1996гг)
Сестра — Лариса Ивановна Долгокир (1947-2004гг)
Родители вступили в брак 9 мая 1946 года в городе Канко, Северная Корея.
С 1956 по 1958 год приживал в городе Ошац, Германская Демократическая республика по месту службы отца.
С 1958 года по настоящее время проживает в городе Запорожье, Украина.
В 1970 году окончил среднюю школу № 76. В этом же году поступил и в 1975 году закончил Днепропетровский металлургический институт (Запорожский филиал), З. Ф.ДМЕТИ.
С 05.11.1975 по 08.12.1976 служил в отдельном батальоне специальных, моторизованных частях милиции (СМЧМ)
Вступил в брак 11.12.1976 года.
Жена — Жаннетта Леонардовна Долгокир (Кирьякулова), первая женщина в Украине — судья национальной категории по бодибилдингу, лауреат сертификата и серебряной медали Международной федерации бодибилдинга и фитнеса (I.F.B.B.)
Дочь — Татьяна Андреевна Долгокир — первая женщина в Национальной федерации бодибилдинга и фитнеса, получившая звание судья Международной категории, лауреат сертификата, серебряной и золотой медалей Международной федерации бодибилдинга и фитнеса (I.F.B.B.)
Бодибилдингом (атлетической гимнастикой, атлетизмом, культуризмом) начал заниматься 12 апреля 1967 года. 1 сентября 1969 года, в день открытия, пришёл заниматься в первую в Украине официальную секцию атлетической гимнастики, которую открыл при ДСО «Спартак», двукратный Олимпийский чемпион по тяжёлой атлетике Леонид Иванович Жаботинский.
В ноябре 1971 года с командой (впервые выехавшей за пределы Украины) выступил на Всесоюзном турнире в городе Таллине, Эстония. Стал победителем в командном первенстве.
В 1972 году участвовал в подготовке и проведении первого смотра-конкурса по атлетической гимнастике и многоборью Г. Т.О. (готов к труду и обороне), где стал победителем в категории свыше 182 см.
1 октября 1972 года вместе с тренером Валерием Пономаренко открывает в Запорожье, первый клуб бодибилдинга в Украине под названием «Богатырь».
В мае 1973 года в городе Бердянск, Запорожской области, участвует в подготовке и выигрывает второй конкурс (прототип чемпионата Украины) в высшей ростовой категории. В мае 1974 года, в городе Ялта, становится серебряным призёром Чемпионата Украины.
В 1973 году становится серебренным призёром Всесоюзного турнира в городе Саратов (РСФСР), а на следующий год выигрывает эти соревнования.
В 1974 году в городе Каунасе, Литва, выигрывает турнир в своей категории. Во всех соревнованиях, где он участвовал, проводилось позирование (обязательное и произвольное), плюс силовое троеборье (жим лёжа, приседания со штангой на плечах, становая тяга). Также приходилось на соревнованиях плавать, подтягиваться, вырывать гирю, бегать стометровку и т. п.
Карьеру спортсмена закончил в 1980 году. Этому предшествовало событие, которое произошло летом 1980 года в самолёте на высоте 10 км, когда он с супругой возвращался домой из города Таллина, где посещал Олимпийскую регату. Уже в воздухе, пьяная компания ворвалась в кабину пилотов и устроила дебош, изрядно их побив. Андрей Иванович самостоятельно «успокоил» дебоширов, в чём ему помогли сила атлета и навыки, приобретённые на службе в спецназе. Однако, в один из моментов он повредил позвоночник и на следующий день его парализовало. На восстановление ушли годы. Этот случай был описан в газете «Комсомолець Запоріжжя» № 5 (4826).
С 1980-х годов работает в большом спорте как функционер. Во второй половине 1980-х знакомится с основателем Международной федерации бодибилдинга (I.F.B.B.) Беном Уайдером (Канада) и с его преемником, нынешним президентом I.F.B.B. и E.B.F.F. Рафаэлем Сантохой. В эти годы с друзьями по федерации организовывает целый ряд кубков, чемпионатов Украины и СССР, чемпионат Европы, матч СССР — США, где знакомится с рядом мировых звёзд бодибилдинга, в том числе и с будущим многократным мистером Олимпия Рони Калеманом.
В 1992 году 23 октября в городе Киев, на первой Всеукраинской конференции избирается Президентом Национальной федерации культуризма (бодибилдинга) Украины. Уже в следующем месяце, 14 ноября, в городе Граце (Австрия, родина Арнольд Шварценеггер) на Всемирном конгрессе I.F.B.B. вступает в эту организацию и Украинская федерация становится её полноправным членом.

## Почётные спортивные звания, занимаемые должности
- 1987 — соучредитель Советской федерации бодибилдинга и фитнеса
- 1992 — соучредитель Украинской федерации бодибилдинга и фитнеса
- 2001 — Заслуженный тренер Украины
- 2002 — соучредитель Европейской федерации бодибилдинга и фитнеса
- 2005 — присвоено звание «Рефері Зірки», как лучший спортивный судья Украины
- 2008 — Почётный Президент Национальной федерации бодибилдинга и фитнеса Украины
- 2016 — Заслуженный работник физической культуры и спорта Украины
- В 80-е годы — председатель судейской коллегии, член исполкома, Генеральный секретарь, член исполкома Федерации атлетизма Украины
- В 1989—1991 годах — председатель судейской коллегии — член исполкома федерации атлетизма СССР. Президент Национальной федерации бодибилдинга и фитнеса Украины. На эту должность избирался в 1992, 1996, 2000 и 2004 году. За 16 лет руководства федерацией, вывел её в число лучших федераций мира.
- С 2002 года по 2010 год — председатель Европейского комитета по бодибилдингу, член исполкома Европейской федерации бодибилдинга и фитнеса.

Соучредитель Украинского спортивного журнала «Фитнес ревю» и Европейских «Fitness connection», «Body code», «Fitness news».
Совместно с Арунасом Петрайтисом (Литва) и Анджеем Михаляком (Польша) составляет и выпускает историю соревнований по бодибилдингу в Европе — «European bodybuilding and fitness federation newsletter».
Вне спорта работал на заводе имени «50 летия СССР», производственного объединения «Гамма», министерства электронной промышленности СССР, где прошёл путь от наладчика до исполняющего обязанности заместителя генерального директора по кадрам и режиму (1977—1991 годы).
- В 2006 году — построил единственный в городе Запорожье, ЭКО фитнес-центр под названием «Президент» где и по настоящее время проводит преподавательскую и общественную работу. Здесь же организовал и оформил музей бодибилдинга и фитнеса, где собрано свыше тысячи экспонатов со всех континентов[5]. Продолжает работать в Национальной федерации бодибилдинга и фитнеса Украины.